# Collegio Nazareno

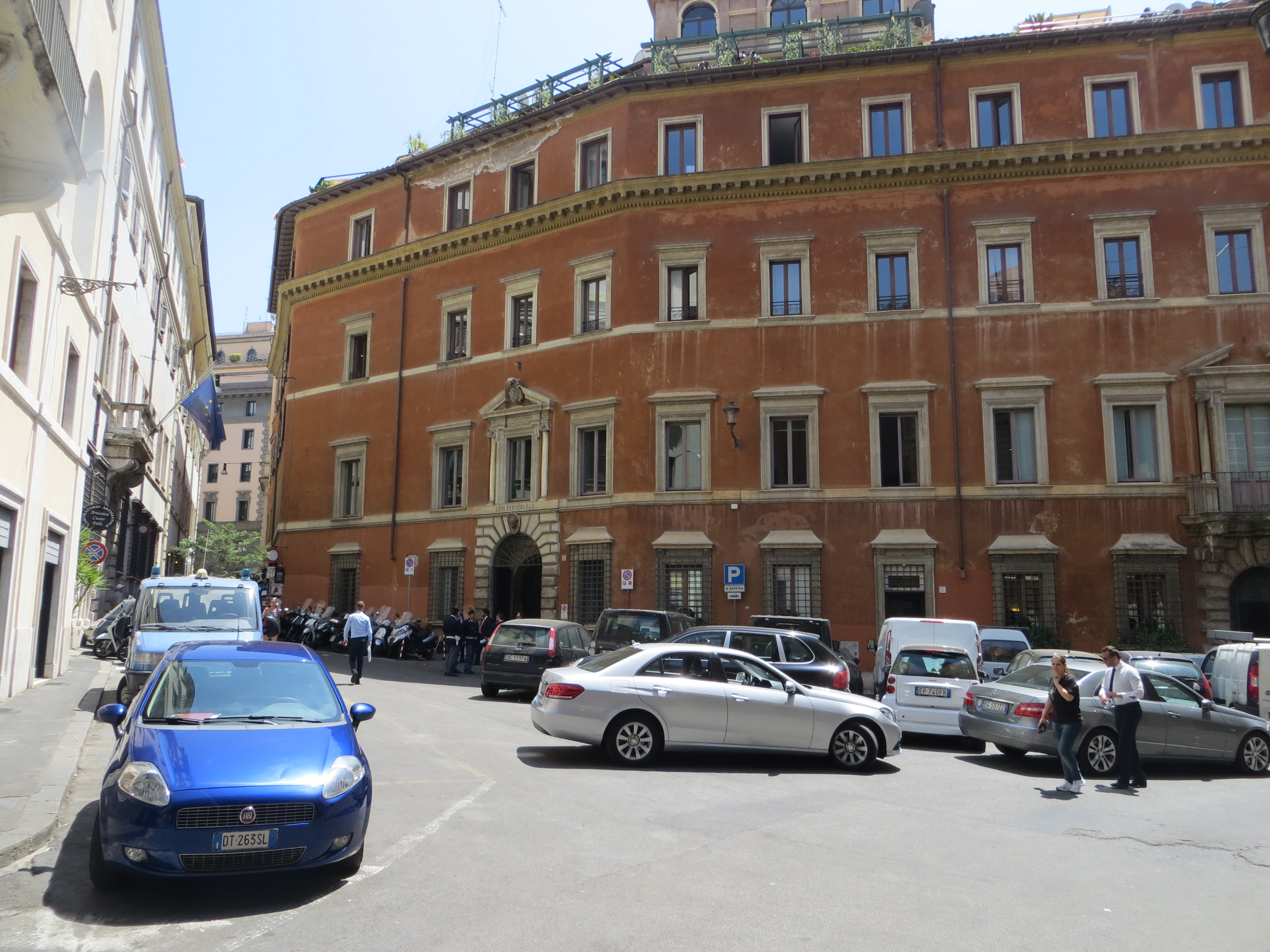
Il collegio è l'adificio bianco sulla sinistra; di fronte si vede il Palazzo del Bufalo alle Fratte

Il Collegio Nazareno è un istituto di insegnamento parificato di Roma, storicamente gestito dagli scolopi. 
La scuola fu fondata nel 1630 da san Giuseppe Calasanzio, che ne fu il primo direttore, grazie a un lascito testamentario del cardinale Michelangelo Tonti, detto ‘Cardinal Nazareno’ perché arcivescovo titolare di Nazareth.
Il cardinale lasciò beni affinché, in un palazzo presso Sant'Andrea delle Fratte, venisse aperta una scuola e che vi fossero istruiti gratuitamente tra i 12 e i 20 alunni, scelti tra quelli più poveri e meritevoli; ne affidò la cura agli scolopi. Il cardinale Nazareno morì nel 1622 ma i suoi famigliari impugnarono il testamento ritardando l'apertura della scuola.
L'istituto comprendeva convitto, scuola elementare e media, liceo classico, scientifico e linguistico: il convitto chiuse nel 1979 e, a causa dello spopolamento del centro storico di Roma, dal 1999 vennero progressivamente chiuse scuole elementari e medie. Restano attive solo alcune classi liceali.
La scuola si trova in Via del Nazareno, alla quale dà il nome.